# 바베이도스의 총리

바베이도스의 국장

바베이도스의 총리(Prime Ministers of Barbados)는 바베이도스의 정부수반이며, 의회에서 선출되고 대통령의 임명을 거쳐 각료를 구성한다. 현 총리는 미아 모틀리이다.

## 역대 총리 목록
- 에롤 배로: 민주노동당, 1966년 - 1976년.
- 톰 애덤스: 바베이도스 노동당, 1976년 - 1985년.
- 해럴드 버나드 세인트존: 바베이도스 노동당, 1985년 - 1986년.
- 에롤 배로: 민주노동당, 1986년 - 1987년.
- 로이드 어스킨 샌디포드: 민주노동당, 1987년 - 1994년.
- 오언 아서: 바베이도스 노동당, 1994년 - 2008년.
- 데이비드 톰프슨: 민주노동당, 2008년 - 2010년.
- 프룬델 스튜어트: 민주노동당, 2010년 - 2018년.
- 미아 모틀리: 바베이도스 노동당, 2018년 - 현재.